# Christophe (cantante)
Christophe, pseudonimo di Daniel Bevilacqua (Juvisy-sur-Orge, 13 ottobre 1945 – Brest, 16 aprile 2020), è stato un cantautore francese di origine Italiana.

## Biografia
Cominciò ad interessarsi alla musica negli anni '50, spinto dal diffondersi del rock and roll e dai grandi cantanti francesi dell'epoca come Édith Piaf, Gilbert Bécaud e Georges Brassens, imparando a suonare la chitarra; la musica prese presto il sopravvento sulla scuola, poi definitivamente abbandonata. Christophe formò quindi un complesso con alcuni amici, con cui iniziò ad esibirsi.
Nel 1963 incise il suo primo 45 giri per l'etichetta Golf Drouot, Reviens Sophie, che passò inosservato per il pubblico ma gli consentì di essere contattato dall'etichetta Vogue, con cui poi riuscì a raggiungere la notorietà.
Il 1965 è l'anno del successo internazionale: la sua canzone Aline (di cui scrisse sia il testo che la musica) arrivò ai primi posti delle classifiche in Europa e venne incisa in varie lingue, tra cui in italiano (così come in seguito altre canzoni del cantante).
Altri successi del periodo sono Les marionnettes (del 1966, in Italia Le marionette), J'ai entendu la mer e Excusez-moi, monsieur le professeur.
Nel 1967 venne dato tra i partecipanti al Festival di Sanremo 1967 con la canzone di Domenico Modugno Sopra i tetti azzurri del mio pazzo amore, ma al suo posto gareggerà Gidiuli;  secondo i giornali musicali dell'epoca lo stesso Modugno preferì il giovane cantante conterraneo a Christophe, temendo che la fama del francese potesse offuscare il suo successo. Christophe incise ugualmente il brano, che non avrà comunque grandi riscontri di vendite in nessuna delle tre versioni pubblicate.
Passò poi nello stesso anno alla Rare, con cui ebbe ancora successo.
Sempre nel 1967 diventò padre di Romain, nato dalla sua relazione con Michèle Torr; in seguito sposerà Véronique Kan, da cui avrà la figlia Lucie.
Nel 1970 scrisse con Bernard Gérard la colonna sonora del film La Route de Salina, di Georges Lautner (uscito in Italia con il titolo Quando il sole scotta), il cui tema principale verrà, anni dopo, usato da Quentin Tarantino per il suo Kill Bill: Volume 2.
Negli anni Settanta la sua popolarità, rimasta sempre molto grande in Francia, diminuì nel resto d'Europa; Christophe continuò tuttavia a pubblicare dischi con l'etichetta Disques Motors, da lui fondata (che cessò poi le attività negli anni Ottanta), e in seguito per la Sony Music.
È morto la sera del 16 aprile 2020 a Brest, all'età di 74 anni, a causa di un enfisema polmonare, dopo aver contratto una forma severa di COVID-19.

## Discografia

### 33 giri
- 1967: Christophe (Vogue, LPJ 5086; LATO A: Estate senza te – Io sono qui - Dimmi si , dimmi no – Christina –Sopra i tetti azzurri del moi pazzo amore – Tu es folle – LATO B: Aline – Le marionette – Non ti amo più – Sei cambiata – Le spectacle – Je t'ai retrouvée)
- 1970: Quando il sole scotta (Delta,  ZSLD 55016; LATO A: The girl from Salina – Sunshine on you – Mississippi – If all the city's watching – Serenity - The girl from Salina – Cold water – LATO B: That's nothing – The road to Salina – Sunny road to Salina – Jacqueline – Green dream – Red mountain)
- 1973: Christophe (Fonit Cetra International, ILS 9025)

### 33 giri compilation
- 1967: Grand galà (Jolly, LPJ 5084; antologia con canzoni di Petula Clark, Antoine, Umberto ed altri artisti)

### 45 giri
- 1965: Aline/Je ne t’aime plus[3] (Vogue, J 35078)
- 1965: Aline/Non ti amo più[4] (Vogue, J 35086)
- 1966: Les marionnettes/Tu n’est plus comme avant[3] (Vogue, J 35090)
- 1966: Le marionette/Sei cambiata[4] (Vogue, J 35101)
- 1966: Christina/Dimmi si, dimmi no (Vogue, J 35116)
- 1966: J’ai entendu la mer/Tu es folle (Vogue, J 35122)
- 1967: Sopra i tetti azzurri del mio pazzo amore/Io sono qui (Vogue, J 35128)
- 1967: Estate senza te/Io sono qui[5] (Vogue, J 35141)
- 1967: Io prego, e pregherò/Occhi blu (Rare, SIF NP 77501)
- 1969: Un mondo di parole/Storie su di te (Rare, SIF NP 77518)
- 1970: Gelsomina/Gli occhi del cuore (Rare, RAR NP 77530)
- 1970: Sei mia/La strada del sole (Delta, ZD 50075)
- 1971: Io non ne parlo mai…/Madre , sei la sola (EMI Italiana,  3C 006–92551)
- 1973: Main dans la main/Nue comme la mer (EMI Italiana,  3C 006–94206)
- 1973: La vie c’est une histoire d’amour/Les jours où rien ne va (Fonit Cetra International, IS 20122)
- 1977: Adesso si domani no/La fine di un amore (Baby Records, BR 034)